# Underoath
Underoath (občas upravováno na underOATH nebo na UNDERØATH) je americká post-hardcorová kapela (nominovaná na ceny Grammy) z Tampy, z Floridy. Založená Dallasem Taylorem, 30. listopadu 1997 v Ocale na Floridě, ale všichni členové, kteří přišli až po založení, pocházejí z Tampy. Tampa je město, odkud říkají, že jsou. Momentálně spolupracují s vykladatelstvím Solid State, částí nakladatelství Tooth and Nails a jsou jejich nejznámější kapelou. Členové kapely bývali křesťané, avšak po osmileté pauze se mnohé změnilo a nyní se nezařazují pod motivem „křesťanská kapela“.
Po několika změnách v sestavě je jediným původním členem kapely pouze bubeník Aaron Gillespie. S původním zpěvákem Dallasem Taylorem vydali alba Act of Depression, Cries of the Past a The Changing of Times. Po jeho odchodu se postu zpěváka ujal Spencer Chamberlain. S ním pak kapela vydala alba They're Only Chasing Safety a Define the Great Line. Tato dvě alba je posunula k větší popularitě.
Dále kapela natočila živé CD/DVD nazvané Survive, Kaleidoscope, které bylo vydáno 27.5. 2008. Od února do května téhož roku kapela natáčela nové album nazvané Lost in the Sound of Separation, které bylo vydáno 2.9. 2008.

## Historie

### Založení aAct of Depression(1997-2000)
30. listopadu 1997 založil zpěvák Dallas Taylor s kytaristou Lukem Mortonem kapelu v Ocale na Floridě. Morton vymyslel název Underoath "odněkud z Bible". Bubeník Aaron Gillespie, který navštěvoval Mortonův kostel byl otázán jestli také nechce hrát v této kapele. Gillespie to přijal a kapela poté ještě přibrala kytaristu Coryho Stegera a basistu Octavia Fernandeze. Všichni členové kapely byli na střední škole.
Po roce hraní na festivalech, jídla v bufetech a cestování po Floridě podepsala kapela smlouvu s alabamským vydavatelstvím Takehold. Poté kapelu opustil kytarista Luke Morton, který se tak neobjevil na žádné nahrávce kapely. V červnu 1999 vydali CD Act of Depression, kterého se prodalo zhruba 2 000 kopií.

### Cries of the PastaThe Changing of Times(2000-2003)
V roce 2000 se ke skupině připojil klávesista Christopher Dudley. Skupina poté vydala pěti skladbové, čtyřicetiminutové CD Cries of the Past, kterého bylo prodáno více než 3 000 kopií. Momentálně není ani jedno z prvních dvou alb v prodeji.
V roce 2001 bylo vydavatelství Takehold vykoupeno vydavatelstvím Tooth and Nail Records ze Seattlu a Underoath podepsali následovně smlouvu s částí vydavatelství Solid State, věnující se především tvrdšímu rocku. V lednu 2002 se ke kapele připojil baskytarista Grant Brandell, načež kapela začala nahrávat nové album The Changing of Times. Album bylo vydáno 26. února 2002 s titulním songem "When the Sun Sleeps". Kapela byla kritizována za styl alba, protože ho hodně změnila od předchozích nahrávek; toto album spíše spadalo k hardcoru. V roce 2003 se vydali Underoath na svou první Vans Warped Tour, po které kapelu opustil zpěvák Dallas Taylor. Klávesista Christopher Dudley prohlásil, že Dallas nemohl cestovat se skupinou z různých důvodu a odešel na vlastní rozhodnutí. Při další tour, kdy Underoath byli předkapelou kapely Atreyu, byl zpěvákem Matt Tarpey ze skupiny Winter Solstice. V říjnu 2003 v New York City členové kapely představili nového zpěváka, Spencera Chamberlaina, bývalého zpěváka kapely This Runs Through. Podle bubeníka Aarona Gillespieho si členové s novým zpěvákem sedli. Poté, co se Chamberlain připojil ke kapele, diskutovalo se o možnosti změny názvu kapely, ale rozhodlo se, že jméno Underoath zůstane.

### They're Only Chasing Safety(2004-2005)
Na začátku roku 2004 kapela s novým zpěvákem začala natáčet čtvrté album, které bylo vydáno 15. června 2004. V prvním týdnu se prodalo téměř 100 000 kopií alba a do konce roku 2005 se toto číslo vyšplhalo až přes 487 000 kopií. S jediným originálním členem, Aaron Gillespiem, bylo album obrovskou změnou oproti metalovým kořenům kapely. Singly "Reinventing Your Exit" a "It's Dangerous Business Walking Out Your Front Door" se objevily také ve vysílání TV stanicí MTV2 a Fuse. V březnu 2005 se kapela účastnila tour Taste of Chaos, poté se vrhla na svou první vlastní tour. V říjnu 2005 byla vydána speciální edice alba They're Only Chasing Safety která obsahovala také čtyři původně nevydané skladby.

### Define the Great Line(2006-2007)
V lednu 2006 kapela začala nahrávat album se jménem Define the Great Line. Nedokončená verze alba se měsíce před vydáním objevila ke stažení na různých torrentech. Krátce po vydání alba se Aaron Gillespie vrhl na natočení alba Southern Weather se svou vlastní kapelou The Almost. 21.4. 2007 kapela odletěla do Švédska na natáčení videí ke skladbám "Writing on the Walls" a "In Regards to Myself", prvně jmenované bylo nominováno na ceny Grammy.
První týden po vydání alba se prodalo přes 98 000 kopií, v polovině listopadu téhož roku jich bylo více než 500 000. V červnu a červenci 2006 kapela cestovala s Vans Warped Tour, ve zbylých termínech už nevystupovala. Vznikly spekulace, o tom, že zpěvák Spencer Chamberlain bral drogy a musel na odvykační pobyt, nicméně bubeník Aaron Gillespie tato tvrzení vyvrátil.

### Survive, KaleidoscopeaLost In The Sound Of Separation(2008-)
V říjnu 2007 začala kapela natáčet dokument Survive, Kaleidoscope se záznamem koncertu z Philadelphie. Po vydání koncertovali se skupinami jako Slipknot, Disturbed nebo The Devil Wears Prada. 2.9. 2008 vydala kapela album Lost In The Sound Of Separation, v prvním týdnu se prodalo přes 56 000 kopií.
5. dubna 2010 opouští kapelu poslední zakládající zpěvák Aaron Gillespie v průběhu Evropského turné. Kapela uvádí že rozhodnutí bylo dohodou všech členů.

## Diskografie
- Act of Depression (1999)
- Cries of the Past (2000)
- The Changing of Times (2002)
- They're Only Chasing Safety (2004)
- Define the Great Line (2006)
- Survive, Kaleidoscope (Live) (2006)
- Lost In the Sound of Separation (2008)
- Ø (Disambiguation) (2010)
- Erase Me (2018)

## Členové
| Člen                     | Album             | Album             | Album                 | Album                       | Album                 | Album                           | Album              | Nástroj             |
| Člen                     | Act of Depression | Cries of the Past | The Changing of Times | They're Only Chasing Safety | Define the Great Line | Lost in the Sound of Separation | Ø (Disambiguation) | Nástroj             |
| ------------------------ | ----------------- | ----------------- | --------------------- | --------------------------- | --------------------- | ------------------------------- | ------------------ | ------------------- |
| Christopher Dudley       | NE                | ANO               | ANO                   | ANO                         | ANO                   | ANO                             | ANO                | Klávesy             |
| Grant Brandell           | NE                | NE                | NE                    | ANO                         | ANO                   | ANO                             | ANO                | Baskytara           |
| Timothy McTague          | NE                | NE                | ANO                   | ANO                         | ANO                   | ANO                             | ANO                | Kytara/ zpěv        |
| Spencer Chamberlain      | NE                | NE                | NE                    | ANO                         | ANO                   | ANO                             | ANO                | Screaming/ zpěv     |
| James Smith              | NE                | NE                | NE                    | ANO                         | ANO                   | ANO                             | ANO                | Kytara              |
| Aaron Gillespie          | ANO               | ANO               | ANO                   | ANO                         | ANO                   | ANO                             | NE                 | Bicí/ zpěv          |
| Dallas Taliaferro Taylor | ANO               | ANO               | ANO                   | NE                          | NE                    | NE                              | NE                 | Screaming/ Growling |
| Octavio Fernandez        | ANO               | ANO               | ANO                   | NE                          | NE                    | NE                              | NE                 | Kytara/ Baskytara   |
| Simon Corey Steger       | ANO               | ANO               | NE                    | NE                          | NE                    | NE                              | NE                 | Kytara/ zpěv        |
| Matt Clark               | NE                | ANO               | NE                    | NE                          | NE                    | NE                              | NE                 | Baskytara           |
| Daniel Davison           | NE                | NE                | NE                    | NE                          | NE                    | NE                              | ANO                | Bicí                |